# Lynne Roberts
Lynne Roberts (nacida Theda May Roberts; El Paso, Texas; 22 de noviembre de 1922 - Sherman Oaks, California; 1 de abril de 1978), también acreditada como Mary Hart, fue una actriz de cine estadounidense de la era dorada de Hollywood. Actuó exclusivamente en películas de serie B.

## Primeros años
Nacida en El Paso, Texas, Roberts era hija de Hobart M. Roberts, tenedor de libros, y May Holland. La familia se trasladó a Los Ángeles en la década de 1920.[cita requerida]

## Carrera
Roberts empezó a trabajar como actriz en la década de 1930, contratada por Republic Pictures. A los 14 años, en 1936, interpretó un papel en Bulldog Edition. En 1938, a los 16 años, protagonizó los cliffhangers The Lone Ranger y Dick Tracy Returns, e interpretó un papel en La familia Higgins. En los registros de los estudios figura como nacida en 1919.[cita requerida]
En 1941 protagonizó junto a Sonja Henie y John Payne Sun Valley Serenade, mientras estaba contratada por 20th Century-Fox. Regresó a Republic Pictures en 1944, donde permaneció contratada hasta 1948. Actuó con Gene Autry en Sioux City Sue en 1946, y apareció en dos películas más con Autry: Robin Hood of Texas y Saddle Pals, así como en tres películas con Roy Rogers y una con Monte Hale. (Johnny D. Boggs, en su libro, Billy the Kid on Film, 1911-2012, escribió: «Lynne Roberts coprotagonizaría con [Roy] Rogers ocho películas del Oeste, con el nombre de Mary Hart en las siete primeras.»)
Tras abandonar Republic Pictures por segunda vez, Roberts trabajó con Autry en aventuras al aire libre para Columbia Pictures. También trabajó con Kirby Grant en las aventuras de policías a caballo de Monogram Pictures, y con Tim Holt en RKO Radio Pictures.
Roberts apareció en 64 películas en total. De ellas, 21 eran westerns y dos eran seriales.

## Vida personal y muerte
Roberts se casó cuatro veces. Su primer matrimonio fue con William Engelbert, Jr., funcionario de una empresa aeronáutica, con quien tuvo un hijo, Bill. El matrimonio terminó en divorcio en 1944.[cita requerida]
Su segundo matrimonio fue con Louis John Gardella, que también terminó en divorcio. En los tribunales, el abogado de Gardella argumentó que la boda de la pareja en Arizona no era válida porque Roberts no estaba legalmente divorciada de Engelbert, aunque Roberts afirmó que tenía una sentencia de divorcio mexicana.
En 1953, Roberts se casó con el fabricante de sujetadores Hyman B. Samuels, con quien tuvo una hija, Peri Margaret, y un hijo, William Edward. La pareja se divorció el 14 de noviembre de 1961 en Los Ángeles, California.
Roberts se retiró de la actuación y más tarde se casó con el luchador profesional y actor de cine Don Sebastian en 1971, pero estaba separada de él en el momento de su muerte. Murió en Sherman Oaks en 1978 debido a una hemorragia cerebral por un accidente de resbalón y caída en su casa.[cita requerida]

## Filmografía parcial

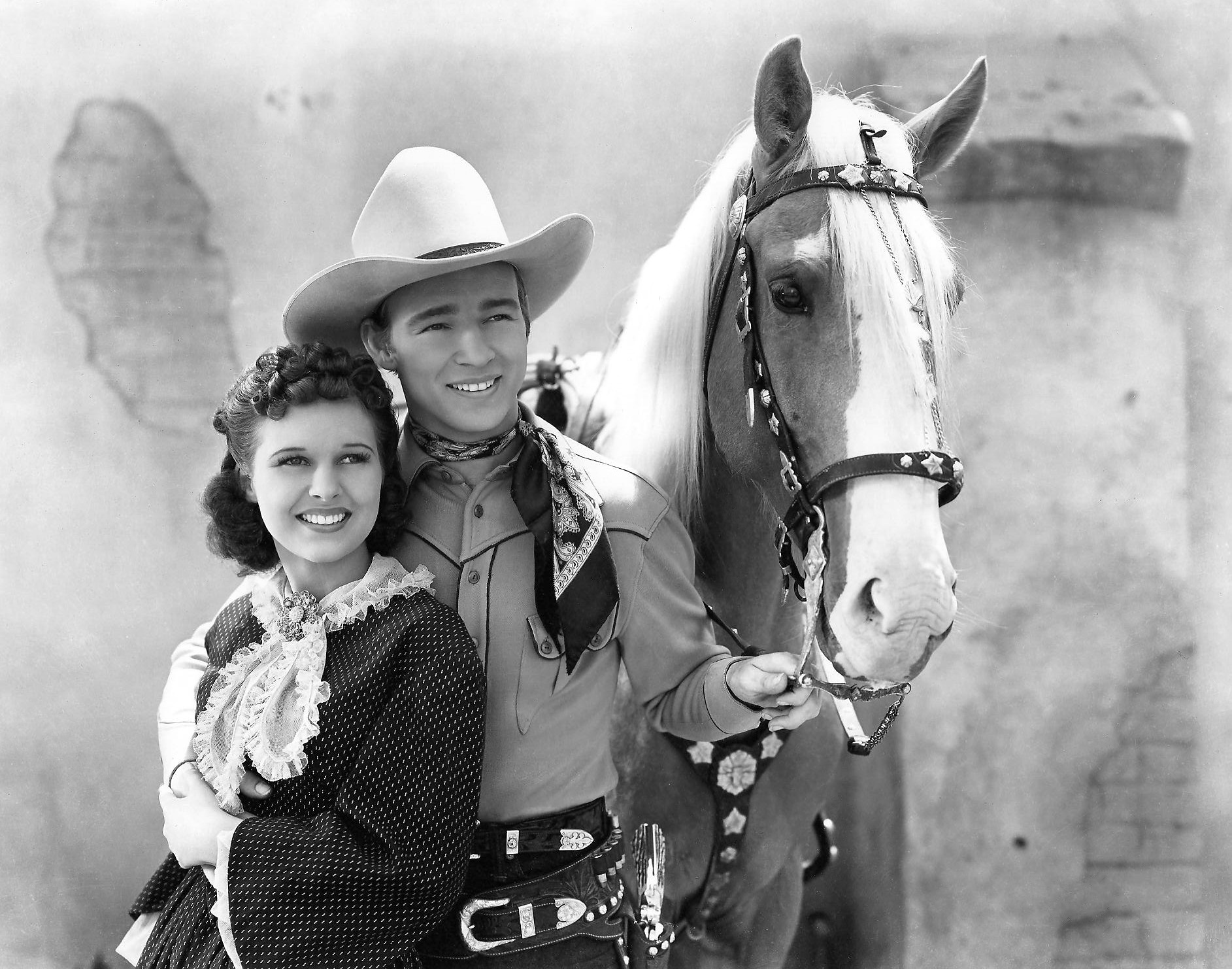
Lynne Roberts, Roy Rogers y Trigger en Billy the Kid Returns (1938)

- Mama Runs Wild (1937) como Edith Summers
- Dangerous Holiday (1937) como Jean Robbins
- The Higgins Family (1938) como Marian Higgins
- Call the Mesquiteers (1938) como Madge Irving
- Hollywood Stadium Mystery (1938) como Edna Mayberry
- The Lone Ranger (1938) como Joan Blanchard
- Billy the Kid Returns (1938) (acreditada como Mary Hart) como Ellen Moore
- Come On, Rangers (1938) (como Mary Hart)  como Janice Forbes
- Shine On, Harvest Moon (1938) (como Mary Hart) como Claire Brower
- The Mysterious Miss X (1939) (como Mary Hart) como Julie Graham
- Rough Riders' Round-up (1939) como Dorothy Blair
- Southward Ho (1939) como Ellen Denbigh
- Frontier Pony Express (1939) como Ann Langhorne
- My Wife's Relatives (1939) como Jean Higgins
- In Old Caliente (1939) como Jean Higgins
- Should Husbands Work? (1939) como Jean Higgins
- Everything's on Ice (1939) como Jane Barton
- High School (1940) como Carol Roberts
- Star Dust (1940) como universitaria
- Street of Memories (1940) como Catherine 'Kitty' Foster
- Hi-Yo Silver (1940) como Joan Blanchard
- The Bride Wore Crutches (1941) como Midge Lambert
- Romance of the Rio Grande (1941) como Maria Cordova
- Riders of the Purple Sage (1941) como Bess
- Moon Over Miami (1941) como Jennie May
- Last of the Duanes (1941) como Nancy Bowdrey
- Young America (1942) como Elizabeth Barnes
- The Man in the Trunk (1942) como Peggy LaRue
- Dr. Renault's Secret (1942) como Madeline Renault
- Quiet Please, Murder (1942) como Kay Ryan
- The Big Bonanza (1944) como Judy Parker
- My Buddy (1944) como Lucy Manners
- The Ghost That Walks Alone (1944) como Sue McGuire Grant
- The Port of 40 Thieves (1944) como Nancy Hubbard Chaney
- The Phantom Speaks (1945) como Joan Renwick
- The Chicago Kid (1945) como Chris Mitchell
- Behind City Lights (1945) como Jean Lowell
- Girls of the Big House (1945) como Jeanne Crail
- Winter Wonderland (1946) como Nancy Wheeler
- The Magnificent Rogue (1946) como Pat Brown Morgan
- Sioux City Sue (1946) como Sue Warner
- The Pilgrim Lady (1947) como Henrietta Rankin
- That's My Gal (1947) como Natalie Adams
- Saddle Pals (1947) como Shelly Brooks
- Robin Hood of Texas (1947) como Virginia
- Madonna of the Desert (1948) como Monica Dale
- Lightnin' in the Forest (1948) como Jerri Vail
- Secret Service Investigator (1948) como Susan Lane
- The Timber Trail (1948) como Alice Baker
- Eyes of Texas (1948) como la enfermera Penny Thatcher
- Sons of Adventure (1948) omo Jean
- Trouble Preferred (1948) como Madge Walker
- The Great Plane Robbery (1950) como Mary
- The Blazing Sun (1950) como Helen Ellis
- Call of the Klondike (1950) como Emily Mallory
- Hunt the Man Down (1950) como Sally Clark
- Dynamite Pass (1950) como Mrs. Mary Madden
- Because of You (1952) como Rosemary Balder
- The Blazing Forest (1952) como Grace Hanson
- Port Sinister (1953) como Joan Hunter